# Arcygobius
Arcygobius is een monotypisch geslacht van straalvinnige vissen uit de familie van grondels (Gobiidae).

## Soort
- Arcygobius baliurus (Valenciennes, 1837)